# Nesofregetta fuliginosa
L'uccello delle tempeste della Polinesia (Nesofregetta fuliginosa (J.F.Gmelin, 1789)) è un uccello della famiglia Oceanitidae. È l'unica specie del genere Nesofregetta.